# Loni Michelis
Loni Michelis (* 9. August 1908 in Trier; † 11. Februar 1966 in Berlin) war eine deutsche Schauspielerin.

## Leben
Nach dem Schauspielunterricht bei Louise Dumont in Düsseldorf hatte Loni Michelis ihre ersten Engagements in Konstanz, Baden-Baden und Köln. Anschließend arbeitete sie an den Hamburger Kammerspielen, und am Deutschen Theater sowie am Theater am Schiffbauerdamm in Berlin. 1936 unternahm sie ein mehrmonatiges Gastspiel nach Südamerika. Ihre ersten drei Spielfilme sind in den Jahren 1933 bis 1938 nachgewiesen.
Nach dem Zweiten Weltkrieg arbeitete sie in Berlin beim Kabarett im Haus Vaterland, an der  Neuen Bühne
und am 1952 neu gegründeten Maxim-Gorki-Theater. Bei der DEFA und beim Deutschen Fernsehfunk wirkte sie in einigen Produktionen mit. Die in West-Berlin wohnende Künstlerin war ab 1955 am Deutschen Theater engagiert und nach dem Bau der Berliner Mauer nicht mehr gewillt in Ost-Berlin zu arbeiten. 
Leonie Pledath, geb. Michelis, war seit 1933, bis zu seinem Tod, mit dem Schauspieler Werner Pledath verheiratet. Der Schauspieler Frank Michelis war ihr Bruder.

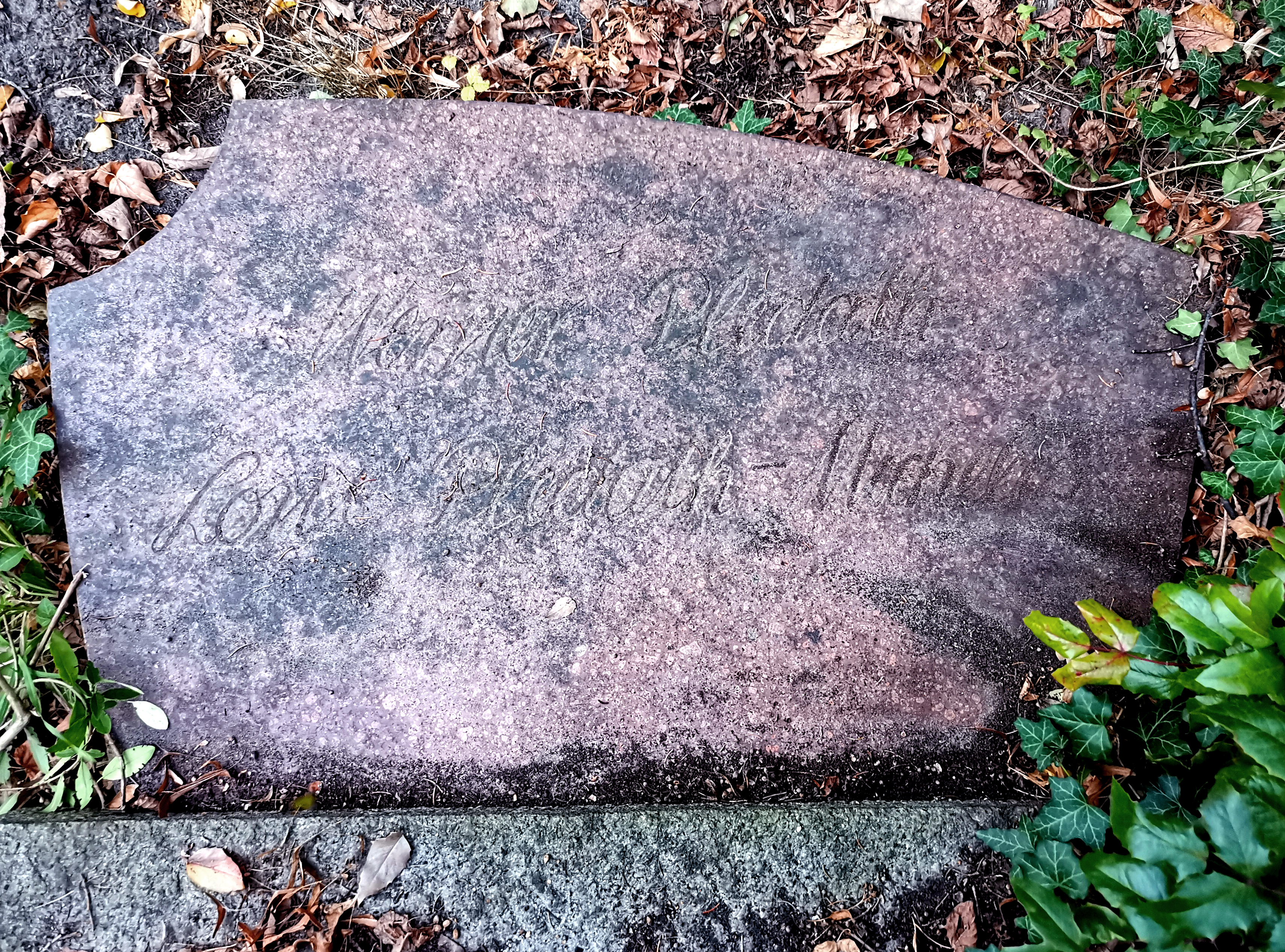
Grab auf dem St.-Marien- und St.-Nikolai-Friedhof I

Loni Michelis ist auf dem St.-Marien- und St.-Nikolai-Friedhof I in Berlin-Prenzlauer Berg bestattet (Feld Allee II).

## Filmografie
- 1933: Der Läufer von Marathon
- 1933: Heut’ kommt’s drauf an
- 1938: Zwischen den Eltern
- 1957: Der Fackelträger
- 1959: Ware für Katalonien
- 1960: Tanzmädchen für Istanbul (Fernsehfilm)

## Theater
- 1932: Hannes Reutter: Der große Krumme – Regie: Bernd Hofmann (Theater am Schiffbauerdamm Berlin)
- 1948: Autorenkollektiv: Leben in Ruinen – Regie: Heinrich Goertz (Kabarett Frischer Wind im Haus Vaterland)
- 1951: Boris Djacenko: Menschen an der Grenze (Claudia) – Regie: Robert Trösch (Haus der Kultur der Sowjetunion – Neue Bühne Berlin)
- 1951: Antonin Jaroslav Urban: Zehn zu Null (Lockvogel) – Regie: Bodo Schweykowski (Haus der Kultur der Sowjetunion – Neue Bühne Berlin)
- 1952: Boris Lawrenjow: Für die auf See (Gorelowa) – Regie: Maxim Vallentin (Maxim-Gorki-Theater Berlin)
- 1955: Autorenkollektiv: Aller Unfug ist schwer – Regie: Joachim Gürtner (Palast-Brettl im Friedrichstadt-Palast, Berlin)
- 1957: Frances Goodrich: Das Tagebuch der Anne Frank – Regie: Emil Stöhr (Deutsches Theater Berlin)
- 1957: Mary Chase: Mein Freund Harvey – Regie: Wolfgang Thal (Deutsches Theater Berlin – Kammerspiele)

## Hörspiele
- 1955: Anna Seghers: Das siebte Kreuz – Regie:Hedda Zinner (Rundfunk der DDR)